# Baladou
Baladou is een gemeente in het Franse departement Lot (regio Occitanie) en telt 379 inwoners (2004). De plaats maakt deel uit van het arrondissement Gourdon.

## Geografie
De oppervlakte van Baladou bedraagt 15,5 km², de bevolkingsdichtheid is 24,5 inwoners per km².
De onderstaande kaart toont de ligging van Baladou met de belangrijkste infrastructuur en aangrenzende gemeenten.

## Demografie
Onderstaande figuur toont het verloop van het inwonertal (bron: INSEE-tellingen).